# 정영기 (야구인)
정영기(鄭永基, 1956년 2월 29일 ~ )는 전 KBO 리그 태평양 돌핀스의 내야수이자, 전 KBO 리그 한화 이글스의 2군 감독이다.

## 출신학교
- 대전신흥초등학교
- 한밭중학교
- 영남고등학교 -> 충암고등학교
- 영남대학교

## 아마추어 선수 시절
대전 출신으로 대전신흥초등학교와 한밭중학교를 거쳐 대구 영남고등학교에 입학했으나 1974년 야구부가 해체되자 충암고등학교로 전학가 간신히 졸업했고 그 후에는 대구 영남대학교로 진학하는데 한때 동국대학교 진학설이 있었지만 영남대학교로 방향을 틀었다.

## 프로 야구 선수 시절
프로 야구 원년인 1982년 MBC 청룡의 창단 멤버였으며 포지션은 내야수였다. 이듬해 1983년 롯데 포수 차동열을 상대로 트레이드되어 1988년까지 뛰었으며, 이는 KBO 리그 최초의 선수 간 트레이드이다.
이후 1988년 11월 22일 삼성과 롯데 사이의 4-3 트레이드에 따라 삼성에서 롯데로 이적한 똑같은 포지션(유격수)의 오대석 때문에   대형 트레이드 이틀 뒤인 11월 24일 이충우와 함께 박상국과의 맞트레이드를 통해  태평양 돌핀스로 팀을 옮겼는데 정영기 뿐 아니라 1988년 11월 22일 삼성에서 롯데로 이적한 똑같은 포지션(외야수)의 허규옥이 들어오자 롯데 주전 중견수였던 홍문종이 같은 달 25일 자유계약선수로 풀린 후  1달 뒤인 12월 5일 태평양과 입단계약을 체결했고 1990년에 은퇴했다. 1982년과 1985년에 올스타로 뽑혔으며, 통산 744경기를 뛰어 타율 0.240을 기록했다.

## 현역 은퇴 후
현역 은퇴 후 한화 이글스 2군 수비코치와 스카우트를 역임하였다. 롯데 자이언츠 2군 감독 재직 시절인 2008년 승률 7할에 육박하는(0.696) 부동의 2군 남부 리그 1위 등의 우수한 성적을 거두었음에도 불구하고 2008년 시즌을 끝으로 롯데 자이언츠 구단 측에서 재계약을 하지 않겠다는 입장을 밝히자 이에 대해 논란이 일었다.
2009년 경찰 야구단의 수석코치를 역임하다가 시즌 종료 후 한화 이글스 2군 감독으로 부임했는데 지역(대전) 출신으로는 처음이었으며  본인(정영기)과 같은 대전 출신이었던 이재환(전 롯데 코치) 김영빈(전 원광대 감독) 등이 1993년 말 한화 2군 감독 물망에 올랐다. 부임 후 롯데 자이언츠 시절에 함께하였던 최만호를 2군 수비코치로 불러들였다.

## 통산기록
| 년도 | 팀     | 타율  | 경기수 | 타수 | 안타 | 2루타 | 3루타 | 홈런 | 타점 | 득점 | 도루 | 도루 실패 | 4사구 | 삼진 | 병살타 | 희생타 | 장타율 |
| ---- | ------ | ----- | ------ | ---- | ---- | ----- | ----- | ---- | ---- | ---- | ---- | --------- | ----- | ---- | ------ | ------ | ------ |
| 1982 | MBC    | 0.228 | 75     | 246  | 56   | 5     | 1     | 1    | 23   | 27   | 6    | 6         | 21    | 32   | 3      | 3      | 0.268  |
| 1983 | 롯데   | 0.155 | 57     | 116  | 18   | 6     | 0     | 1    | 7    | 9    | 1    | 1         | 4     | 12   | 3      | 3      | 0.233  |
| 1984 | 롯데   | 0.271 | 94     | 321  | 87   | 9     | 1     | 1    | 28   | 30   | 5    | 4         | 24    | 28   | 8      | 7      | 0.315  |
| 1985 | 롯데   | 0.304 | 92     | 280  | 85   | 11    | 1     | 1    | 24   | 22   | 3    | 1         | 19    | 31   | 5      | 7      | 0.361  |
| 1986 | 롯데   | 0.208 | 90     | 212  | 44   | 3     | 2     | 1    | 11   | 17   | 3    | 0         | 15    | 28   | 6      | 6      | 0.255  |
| 1987 | 롯데   | 0.280 | 97     | 286  | 80   | 7     | 1     | 0    | 22   | 25   | 4    | 2         | 24    | 21   | 6      | 2      | 0.311  |
| 1988 | 롯데   | 0.233 | 72     | 159  | 37   | 5     | 1     | 0    | 15   | 15   | 0    | 2         | 14    | 14   | 4      | 6      | 0.277  |
| 1989 | 태평양 | 0.204 | 79     | 186  | 38   | 4     | 3     | 3    | 21   | 17   | 1    | 2         | 17    | 20   | 5      | 10     | 0.306  |
| 1990 | 태평양 | 0.172 | 88     | 157  | 27   | 7     | 0     | 0    | 11   | 10   | 2    | 3         | 16    | 25   | 6      | 8      | 0.217  |
| 통산 | 9시즌  | 0.240 | 744    | 1963 | 472  | 57    | 10    | 8    | 162  | 172  | 25   | 21        | 154   | 211  | 46     | 52     | 0.292  |